# Hot Seat
Hot Seat es una película de acción y suspenso estadounidense de 2022 dirigida y producida por James Cullen Bressack. Está protagonizada por Kevin Dillon y Mel Gibson.

## Sinopsis
Un trabajador de seguridad informática que recibe la llamada de un misterioso extraño diciéndole que hay una bomba atada a su silla y, si se levanta, explotará. Bajo esta amenaza es obligado a seguir sus instrucciones para robar una fortuna, mientras descubre que la vida de su esposa e hija también están en peligro.

## Reparto
- Kevin Dillon como Orlando
- Mel Gibson como Wallace
- Shannen Doherty como Jefe Connelly
- Michael Welch como Enzo
- Sam Asghari como Sargento Tobias
- Eddie Steeples como Jackson
- Lydia Hull como Kim
- Anna Harr como Zoey
- Kate Katzman como Ava

## Producción
La película fue escrita por Collin Watts y Leon Langford. Es parte de una asociación a largo plazo entre Grindstone Entertainment (una subsidiaria de Lionsgate Films) y Emmett/Furla Oasis. La película fue anunciada el 15 de octubre de 2021 como la tercera colaboración entre el actor Mel Gibson y los productores Randall Emmett y George Furla. El rodaje tuvo lugar en Las Cruces, Nuevo México.

## Estreno
La película se estrenó en cines selectos, de forma digital y bajo demanda el 1 de julio de 2022.